# La Lettre écarlate (roman)
Pour les articles homonymes, voir La Lettre écarlate.
La Lettre écarlate (titre original en anglais : The Scarlet Letter) est un roman américain de Nathaniel Hawthorne, publié en 1850.

## Résumé
La Lettre écarlate relate l'histoire d'Hester Prynne, une jeune femme vivant dans une communauté puritaine de la colonie de la baie de Massachusetts.
L'action du roman se situe entre 1642 et 1649. Hester Prynne, au début du roman, se voit condamnée par la société à porter sur la poitrine la lettre 'A', qui symbolise initialement l'adultère, mais dont la signification change au cours du roman, 'A' pouvant désigner Aptitude ou Ange. En effet, elle est accusée d'avoir péché avec un homme du village, dont elle refuse de dévoiler le nom, et d'avoir eu un enfant avec lui.
Au même moment, son mari légitime revient après de longues années d'absence dans la communauté de Boston et découvre que sa femme est accusée de la plus infâme des trahisons. Lui, sous le nom de Roger Chillingworth, est médecin et a vécu avec les autochtones, ce qui a révélé sa nature sauvage et cruelle.
Celui-ci veut venger son honneur et se jure de retrouver le coupable, car il refuse que sa femme endure seule la punition infligée par la société intolérante dans laquelle ils vivent.
Roger Chillingworth se doute qu'il s'agit, en réalité, du pasteur de la communauté, Arthur Dimmesdale. En effet, celui-ci semble rongé par la culpabilité, vit replié sur lui-même et se flagelle en guise de punition. Roger Chillingworth se jure alors de le pousser à bout pour le faire avouer ou même pour que celui-ci en vienne à se suicider.
Hester Prynne essaie de mettre le pasteur en garde contre son mari. Dimmesdale, indifférent à son propre sort, ne réagit pas et se laisse consumer par la culpabilité. Il finira par avouer sa faute en plein jour, sur le pilori, avec Hester Prynne et leur fille Pearl à ses côtés, ne pouvant plus vivre avec ce fardeau qui le rongeait un peu plus chaque jour.

## Commentaires sur l'œuvre
La Lettre écarlate compte parmi les premiers romans de la littérature américaine.
C'est un roman historique à plusieurs points de vue. Tout d'abord, il est un pamphlet virulent contre la société puritaine, arrivée en Amérique en 1620 et fondatrice des colonies de la Nouvelle-Angleterre.
Les ancêtres de Nathaniel Hawthorne étaient eux-mêmes des puritains et avaient pris part à la chasse aux sorcières de 1692. Honteux de ce passé violent et intolérant, le jeune Nathaniel Hathorne changera même son nom de famille en Hawthorne.
C'est donc une dénonciation du puritanisme et de ses lois qui sont une entrave à la dignité et à la liberté individuelle. Hester Prynne n'est pas plus coupable que les autres. D'ailleurs à la fin du roman, elle se rachète à leurs yeux en aidant les plus démunis et en apportant une réponse aux femmes de la communauté.
La peinture que fait Hawthorne des autres membres de cette communauté, et en particulier celle de ses dirigeants, met en exergue l'hypocrisie de cette société, soucieuse de garder un équilibre moral digne, mais incapable de voir les vrais travers des membres qui la constituent.
La Lettre écarlate est aussi, et surtout, un roman sur l'art. En effet, Hester Prynne a recouvert sa lettre de fil d'or pour mettre en valeur non seulement son péché, mais aussi le fait qu'elle ne peut être réduite à celui-ci. Elle est aussi douée pour les travaux d'aiguille et ce travail est comparable à celui d'un artiste. D'ailleurs, cet art échappe complètement aux puritains, car ils la laissent arborer fièrement ce qui, en réalité, constitue un affront à ce qu'ils défendent.

## Hester Prynne

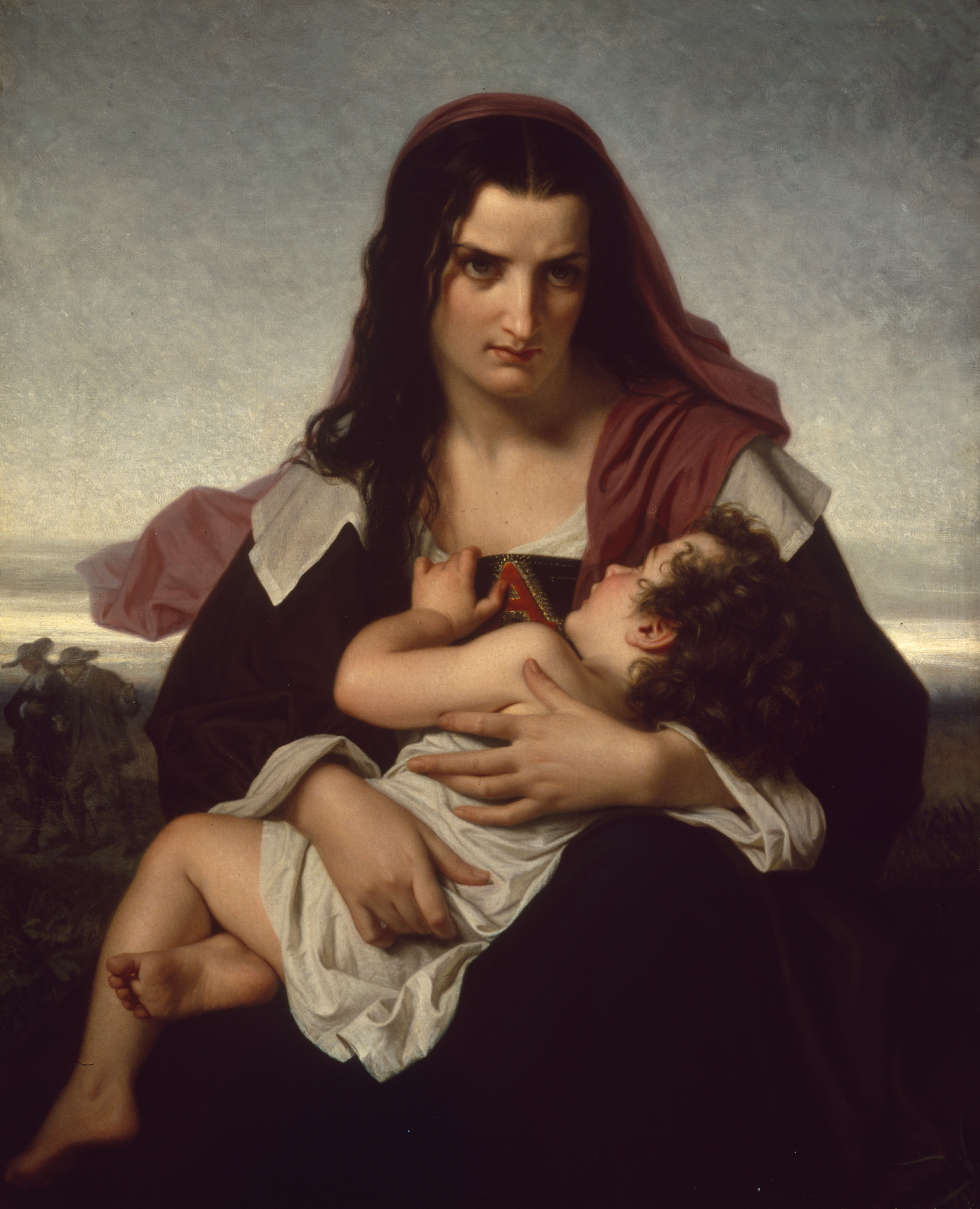
La Lettre écarlate par Hugues Merle, 1861. Hester Prynne et Pearl sont au premier plan. Arthur Dimmesdale et Roger Chillingworth sont en arrière-plan (Walters Art Museum).

### Le personnage fictif
Hester Prynne est dépeinte comme une femme condamnée par ses voisins puritains. Le personnage a été qualifié comme « l'un des premiers protagonistes féminins de la littérature américaine ».
Habitante de l'Amérique coloniale, Hester est envoyée dans le Nouveau Monde par son mari, qui prendra plus tard le nom de Roger Chillingworth. Après qu'il eut fait naufrage et eut été capturé par des Amérindiens et présumé mort, Hester continue à vivre sa vie de couturière dans la ville. Elle se tourne vers le pasteur local Arthur Dimmesdale pour trouver du réconfort. Quelque part, la passion émerge, culminant avec la conception et la naissance de leur enfant, Pearl. Parce qu'elle n'est pas accompagnée de son mari, Hester est emprisonnée, reconnue coupable d'adultère et condamnée à porter la lettre écarlate « A » pour le reste de sa vie.
Bien que méprisée par les autres citoyens, Hester continue à mener une vie relativement peu mouvementée. Peu après la naissance de Pearl et la punition de Prynne, le mari d’Hester réapparaît et exige qu'elle lui révèle le nom du père de l'enfant. Hester refuse. Elle continue à vivre sa vie de couturière, subvenant à ses besoins et à ceux de son enfant.

Le nouvelliste John Updike a dit :
« C'est une figure tellement saisissante et légèrement ambiguë. C'est un drôle de mélange entre une femme vraiment libérée, à la sexualité provocante, et une femme qui, en fin de compte, accepte la pénitence que la société lui a imposée. Et je ne sais pas, je suppose qu'elle est l'épitomé des difficultés féminines... Elle est une version mythique de la tentative de chaque femme d'intégrer sa sexualité aux exigences de la société. »
Un autre analyste dit :
« Toutes les contradictions d'Hester Prynne - culpabilité et honnêteté, péché et sainteté, sexe et chasteté - font d'elle une héroïne durable de la littérature américaine. Elle est imparfaite, complexe, et surtout féconde. L'idée d'Hester Prynne, la bonne femme qui a mal tourné, est un mème culturel qui revient encore et encore - peut-être parce que nous, en tant que culture, essayons toujours de comprendre qui est vraiment Hester et ce que nous ressentons pour elle. »

### Inspiration et influence
Selon la tradition populaire, la pierre tombale d'Elizabeth Pain dans le cimetière de King's Chapel à Boston a servi d'inspiration pour la tombe d’Hester Prynne. L’étudiante Laurie Rozakis a soutenu qu'une source alternative ou supplémentaire pour l'histoire pourrait être Hester Craford, une femme fouettée pour avoir forniqué avec John Wedg. Une autre histoire prétend que Hester a été modelée d'après Mary Bachiler Turner (quatrième épouse du célèbre pasteur colonial Stephen Bachiler) dont la vie dans la province du Maine ressemblait de façon frappante à l'histoire d’Hester.
Dans diverses adaptations cinématographiques du roman, Prynne a été incarnée par des actrices telles que Lillian Gish, Sommer Parker, Meg Foster, Mary Martin, Sybil Thorndike, Senta Berger, Demi Moore et Emma Stone. Dans la série télévisée culte Twin Peaks, le nom a également été adopté comme pseudonyme par le personnage d'Audrey Horne.
Une autre figure littéraire utilisant le nom Prynne est la femme ayant une relation adultère avec un pasteur dans le roman Un mois de dimanches de John Updike, qui fait partie de sa trilogie de romans basés sur les personnages de La Lettre écarlate. Dans la comédie musicale The Music Man, Harold Hill fait référence à Hester Prynne dans la chanson « Sadder but Wiser Girl ». Il chante qu'il veut une fille « avec une touche de péché », en remarquant « J'espère, et je prie, pour qu'une Hester gagne juste un 'A' de plus ».
Une version rapporte également l'histoire de Robert Coles (settler) (en) et de son épouse.

### Un mythe
Pour Nathaniel Hawthorne, Hester Prynne représente la féminité telle qu'il la conçoit. Il y laisse éclater la révolte féministe : Hester Prynne revendique son droit d'avoir un jeune amant, de penser et d'agir comme un homme.

## Adaptations

### Au cinéma
- 1908 : The Scarlet Letter, court métrage muet américain réalisé par Sidney Olcott, avec Gene Gauntier, Jack Conway et Ruth Roland
- 1911 : The Scarlet Letter, film muet américain réalisé par George Loane Tucker, avec Lucille Young et King Baggot
- 1913 : The Scarlet Letter, film muet américain réalisé par David Miles, avec Linda Arvidson et Murdock MacQuarrie
- 1917 : The Scarlet Letter, film muet américain réalisé par Carl Harbaugh, avec Stuart Holmes
- 1922 : The Scarlet Letter, film muet britannique réalisé par Challis Sanderson, avec Sybil Thorndike
- 1926 : La Lettre écarlate, film muet américain réalisé par Victor Sjöström, avec Lillian Gish, Lars Hanson et Henry B. Walthall
- 1934 : The Scarlet Letter, film américain réalisé par Robert G. Vignola, avec Colleen Moore, Hardie Albright, Henry B. Walthall et Betty Blythe
- 1973 : La Lettre écarlate, film allemand réalisé par Wim Wenders, avec Senta Berger, Hans Christian Blech et Lou Castel
- 1995 : Les Amants du nouveau monde (The Scarlet Letter), film américain réalisé par Roland Joffé, avec Demi Moore, Gary Oldman et Robert Duvall

### Référence au cinéma
- 1996 : Peur primale , une des phrases du livre est utilisé dans le meurtre.
- 2004 : The Scarlet Letter (Juhong geulshi), film sud-coréen réalisé par Byeon Hyeok, avec Lee Eun-ju
- 2010 : Easy Girl, de Will Gluck, avec Emma Stone, raconte l'histoire d'Olive, qui, après avoir lancé la rumeur selon laquelle elle aurait perdu sa virginité, décide de porter le A de l'adultère afin de choquer son lycée. Dans le film, les lycéens étudient la Lettre écarlate et des extraits du film de 1926 y sont montrés.
- 2011 : Crazy, Stupid, Love, le roman est étudié dans la classe où Robbie Weaver étudie (Jonah Bobo).

### À la télévision
- La Lettre écarlate est aussi le nom de l'épisode 13 de la saison 5 de la série américaine Nip/Tuck où il est fait une allusion à cette œuvre durant une consultation avec le Dr Troy.
- C'est également le titre de l'épisode 2 de la saison 2 de la série américaine Mentalist[2].
- Il en est également question dans l'épisode 7 de la saison 3 de Downton Abbey, dans l'épisode 5 de la saison 3 de Docteur Quinn, femme médecin, dans l'épisode 6 de la saison 9 d'Esprits criminels et dans l'épisode 15 de la saison 1 de S.W.A.T..
- Dans l'épisode 8 de la première saison de la série On My Block, Monse lit un roman intitulé La Lettre écarlate.
- Dans l'épisode 8 de la première saison de la série Dolly Parton's Heartstrings, l'avocate Genevieve retrouve ce livre lorsqu'elle retourne dans sa chambre d'enfant après plusieurs années.

### En bande dessinée
- Un été indien, album de Hugo Pratt et de Milo Manara, dont l'intrigue de départ est basée sur l'œuvre d'Hawthorne[3],[4].

### En littérature
L’œuvre est aussi largement évoquée par le personnage d'Aria dans le tome 4 des Menteuses, les romans ayant inspiré la célèbre série à succès pour adolescents Pretty Little Liars.
Le roman Écarlate de Hillary Jordan en est une réinterprétation dans un futur où les États-Unis sont gouvernés par des intégristes religieux.
La naissance et la rédaction de l'œuvre sont relatées dans le roman Lettre américaine, consacré par Marie Goudot à Nathaniel Hawthorne (Libretto, 2018).
Le choix de la traduction en français du titre du livre de Margaret Atwood, The Handmaid’s Tale par La Servante écarlate serait une référence au livre de Hawthorne[réf. nécessaire].

### Au théâtre
The Scarlet Letter, librement inspiré de l’œuvre, dont le texte, la mise en scène, la scénographie, les costumes et le jeu par Angélica Liddell, fut interprétée au théâtre national de la Colline lors de la saison 2018-2019.

## Éditions françaises
Du roman de Hawthorne, il existe en français neuf traductions signées Marie Canavaggia, Pierre Leyris, Charles Cestre, Henry Langon, Léon Perrin, Lucienne Molitor, M. Bennasy, Pierre Goubert et François Happe (aux éditions Gallmeister).